# Salvador Dali - La persistence de la mémoire
Salvador Dali - La persistence de la mémoire è un cortometraggio del 2000 diretto da Maarten Koopman e basato su La persistenza della memoria, dipinto del pittore spagnolo Salvador Dalí.